# Intervención General de la Seguridad Social
La Intervención General de la Seguridad Social (IGSS) es el órgano de control interno y de dirección y gestión de la contabilidad de las entidades que integran el sistema de la Seguridad Social. Asimismo, es el centro de gestión de la contabilidad de las entidades gestoras y servicios comunes de la Seguridad Social.
Creada por el Real Decreto 3307/1977, de 1 de diciembre, se encuentra adscrita al Ministerio de Inclusión, Seguridad Social y Migraciones, a través de la Secretaría de Estado de la Seguridad Social y Pensiones, aunque funcionalmente depende de la Intervención General de la Administración del Estado.

## Funciones y competencias
La Intervención General desarrolla las funciones y competencias relativas a:
1. El control interno, en el ámbito de las entidades que integran el sistema de la Seguridad Social, mediante el ejercicio de la función interventora, el control financiero permanente y la auditoría pública, en los términos establecidos en la Ley 47/2003, de 26 de noviembre.
2. El control financiero sobre las subvenciones y ayudas públicas concedidas por las entidades gestoras y servicios comunes de la Seguridad Social, en los términos establecidos en la Ley 38/2003, de 17 de noviembre, General de Subvenciones.
3. Las actuaciones derivadas del ejercicio del control financiero de los fondos europeos asignadas por la Intervención General de la Administración del Estado, en su condición de autoridad de auditoría de los citados fondos.
4. La dirección y la gestión de la contabilidad pública en el ámbito de las entidades que integran el sistema de la Seguridad Social, en los términos establecidos en la Ley 47/2003, de 26 de noviembre.
5. La gestión de la información económico-financiera derivada del ejercicio de sus funciones contables y de control.
6. La remisión, con carácter mensual, a la Oficina Presupuestaria de las Cortes Generales de la información sobre la ejecución de los presupuestos de las entidades que integran el sistema de la Seguridad Social, en los términos establecidos en la Ley 47/2003, de 26 de noviembre.
7. El auxilio y colaboración con la Administración de Justicia, dentro de los límites de las funciones y competencias que el ordenamiento jurídico atribuye a la Intervención General de la Seguridad Social, en relación con aquellos procedimientos penales en los que exista conexión con dichas funciones y competencias.
8. La participación con voz y voto en los órganos colegiados en los que, de acuerdo con la normativa vigente, haya de tener representación.
9. La emisión de informes sobre las normas por las que haya de regirse la elaboración del Presupuesto de la Seguridad Social y que hayan de ser dictadas por los órganos de dirección y tutela de las diferentes entidades que la integran.
10. La coordinación de todas las intervenciones delegadas y unidades territoriales de control financiero para el ejercicio de sus actuaciones, dictando en su caso, las instrucciones organizativas y funcionales que permitan una mayor eficiencia en el empleo de los recursos para el cumplimiento de las funciones encomendadas. En particular, dicha coordinación implicará:
  1. La aplicación de criterios comunes para el ejercicio de sus funciones y competencias.
  2. La planificación y programación global de actuaciones y su asignación a las unidades que deban desempeñarlas.
  3. La organización y distribución de los recursos humanos y materiales asignados por la Intervención General de la Seguridad Social.
11. El ejercicio de cualesquiera otras funciones y competencias que le atribuya la normativa vigente.

## Estructura
La Intervención General de la Seguridad Social desempeña sus funciones y competencias a través de una estructura central y una estructura periférica.

### Estructura central
Los servicios centrales de la Intervención General de la Seguridad Social son:
- La Subdirección General de Intervención y Fiscalización del Sistema de la Seguridad Social, a la que le corresponde formular las propuestas de fiscalización, dirimir discrepancias como consecuencia del ejercicio de la función interventora, así como proponer normas e instrucciones para su ejercicio y unidad de criterio, y la gestión de actuaciones que puedan dar origen a expedientes de responsabilidad contable o de otro tipo.
- La Subdirección General de Dirección, Planificación y Gestión de la Contabilidad del Sistema de la Seguridad Social, a la que le corresponde la planificación y coordinación de la contabilidad de la Seguridad Social, la elaboración de la Cuenta General de la Seguridad Social para su remisión al Tribunal de Cuentas, la centralización de la información presupuestaria y económico-financiera de la Seguridad Social y el establecimiento de los criterios de funcionamiento de las oficinas contables de la Seguridad Social. Asimismo, también ejerce el control sobre la ejecución presupuestaria de la Seguridad Social y coordina las tareas de informatización contable.
- La Subdirección General de Auditoría Pública y Control de Subvenciones y Ayudas del Sistema de la Seguridad Social, a la que le corresponde planificar, programar, coordinar, ejecutar, en su caso, efectuar el seguimiento de las actuaciones de auditoría pública y de las actuaciones de control financiero de subvenciones y ayudas públicas concedidas por las entidades gestoras y servicios comunes de la Seguridad Social, así como ejercer el control de los fondos europeos y elaborar y proponer las instrucciones necesarias para el ejercicio de la auditoría pública y del control financiero de subvenciones y ayudas públicas en el ámbito de la Seguridad Social.
- La Subdirección General de Control Financiero Permanente del Sistema de la Seguridad Social, a la que le corresponde ejercer el control financiero permanente de la Seguridad Social. Asimismo, coordina y da unidad de criterio a los órganos periféricos en la materia y audita los sistemas de información dentro de su ámbito de actuación.
- La Subdirección General de Organización, Planificación y Gestión de Recursos, a la que le corresponde la gestión de los servicios comunes de la Intervención General de la Seguridad Social, asistiendo al titular de esta en todo lo relativo a organización y procedimientos, recursos humanos, medios materiales, registro y documentación, gestión patrimonial y gestión presupuestaria y económico-financiera de la Intervención General.

Como órgano de asesoramiento y asistencia inmediata a la persona titular de la Intervención General, existe una Vocalía Asesora a la que le corresponde, además de las funciones de coordinación normativa, el impulso y la armonización de todas las actuaciones de la Intervención General en materia de administración electrónica, así como el ejercicio de cualesquiera otras funciones que pueda atribuirle la persona titular de la Intervención General.

### Estructura periférica
La estructura periférica de la IGSS se integra por:
- Intervenciones delegadas en los servicios centrales de las Entidades gestoras y Servicios comunes de la Seguridad Social.
- Intervenciones delegadas territoriales.
- Unidades territoriales de control financiero.

## Interventor general
El máximo responsable de la IGSS es el Interventor General de la Seguridad Social. Éste es nombrado por Real Decreto, a propuesta conjunta de los ministros de Inclusión, Seguridad Social y Migraciones, y de Hacienda y a iniciativa de la persona titular de la Intervención General de la Administración del Estado.
El Interventor general de la Seguridad Social es sustituido en caso de vacante, ausencia o enfermedad por el titular de la Subdirección General de Intervención y Fiscalización del Sistema de la Seguridad Social. En su defecto, la sustitución recaerá en el subdirector general de nombramiento más antiguo y, si se produjese igualdad, en el de mayor edad.

### Lista de interventores
1. Ignacio Montaño Jiménez (1978-1980)
2. Francisco Ripoll Prados (1980-1992)
3. Rafael Muñoz López-Carmona (1992-1994)
4. Julián Arcos Alcaraz (1994-1995)
5. Jaime Sánchez Revenga (1995-2000)
6. Antonio Fernández Huerta (2000-2006)
7. María Victoria Vigueras García (2006-2015)
8. Manuel Rodríguez Martínez (2015-2020)
9. Sonia Pérez-Urría Ventosa (2020-presente)[5]